# Königliche Obstbaumplantage

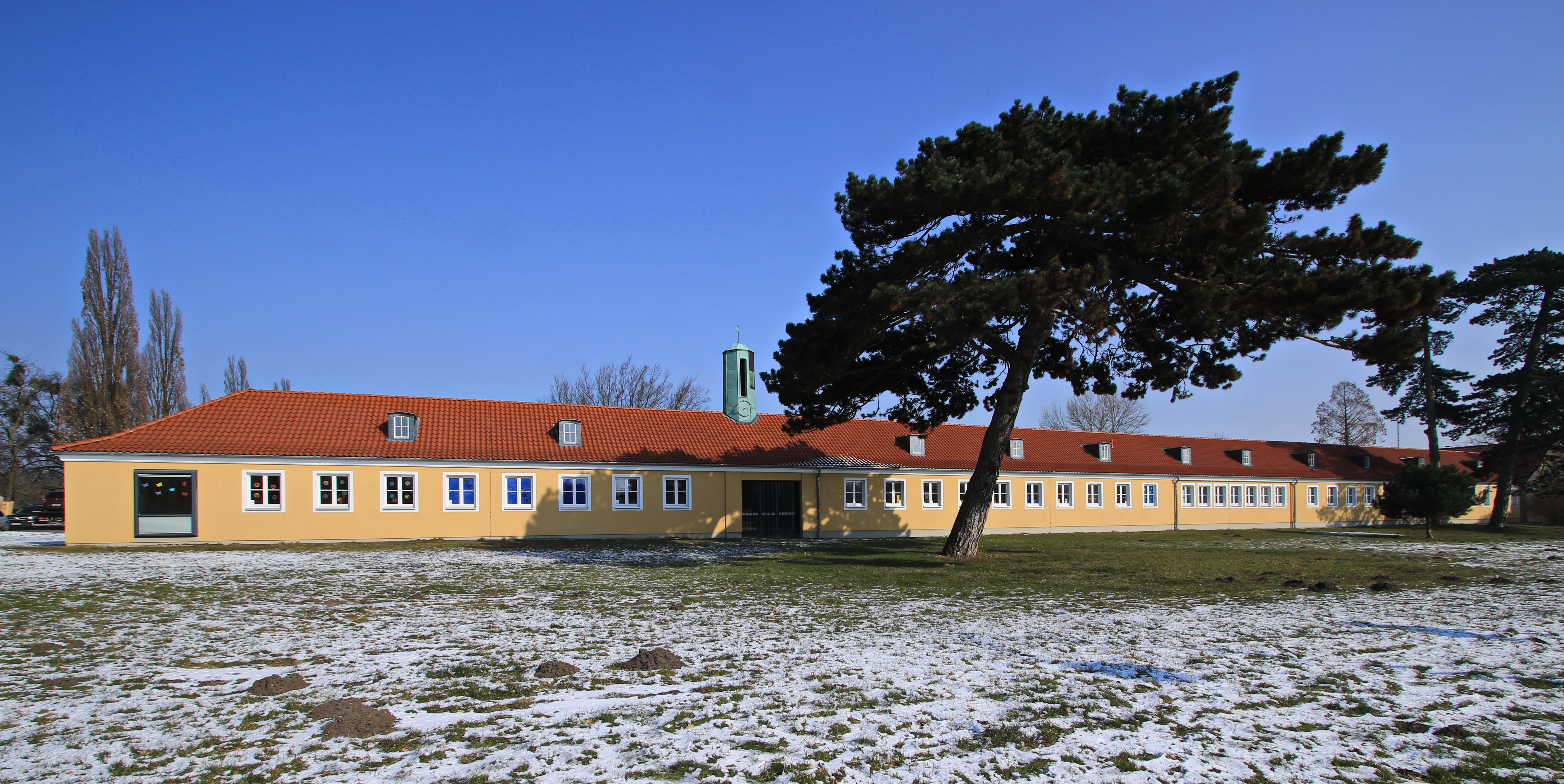
Hinter den gelb verputzten Steildachbauten der „grünen“ Fachbereiche der Leibniz Universität Hannover in Herrenhausen erstreckte sich die Königliche Obstbaum-Plantage.

Die Königliche Obstbaum-Plantage in Hannover-Herrenhausen war die Vorgänger-Einrichtung verschiedener „grüner“ Fachbereiche der Leibniz Universität Hannover, der Fachbereiche Gartenbau, Landschaftsarchitektur und Umweltentwicklung und Biologie. Die seit dem 17. Jahrhundert für den Publikumsverkehr trotz mehrerer Eingänge östlich des Berggartens nicht ohne Voranmeldung zugängliche Anlage, ursprünglich gedacht zur Herstellung von Seide, geht auf den Universalgelehrten Gottfried Wilhelm Leibniz zurück.

## Geschichte
Die Obstbau-Schule entstand zur Zeit des Herzogtums Braunschweig-Lüneburg um 1680 auf Initiative des in der Residenzstadt Hannover wirkenden Leibniz, der – ähnlich wie später der Botaniker Friedrich Ehrhard – die Zucht und Kultivierung Weißer Maulbeerbäume in den sandigen norddeutschen Heidelandschaften ermöglichen wollte. Dadurch sollte die Grundlage zur Ernährung von Seidenraupen und schließlich die Herstellung der an den europäischen Höfen begehrten Seidenstoffe geschaffen werden, um insbesondere in den Ländern des welfischen Fürstenhauses zu höherem Wohlstand zu führen.
Der in Coldingen tätige Oberamtmann Hermann Ludwig Voigt folgte 1724 der Leibnizschen Anregung durch die Errichtung einer Seiden-Manufaktur in Pattensen. 1764 unternahm der kurhannoversche Großvogt Carl Diede ähnliche Versuche bei Celle. Der während der Personalunion zwischen Großbritannien und Hannover in England residierende König Georg III. ließ 1767 erst den vormaligen Gartenmeister von Schloss Monbrillant, Johann Jonas Christian Tatter, eine Plantage anlegen, die 1774 durch den kurfürstlich braunschweig-lüneburgischen Seidenbau- und Ziegeleiverwalter Franz Friedrich Wundram auf 20 Morgen erweitert wurde. Die Anlage diente dem Aussamen von Bäumen, die nach 2 Jahren in die Baumschule und nach weiteren 3 bis 4 Jahren als Standbäume dauerhaft versetzt werden sollten. In den frühen Jahren der Plantage beförderte insbesondere der Gartendirektor Christian Ludwig von Hake III. die weitere Entwicklung der Einrichtung. So zählte die Herrenhäuser Anlage 1780 bereits rund 40.000 Keimlinge in der Baumschule und rund 4.000 Standbäume, die in der Folge verkauft, vor allem aber unentgeltlich an „die Unterthanen, […] Bauern und geringe Bürger verteilt wurden.“
In der Herrenhäuser Anlage und einem dort 1784 eingerichteten Gebäude zur Seidenraupen-Zucht konnten in den Jahren von 1774 bis 1789 jährlich – je nach Witterungsbedingungen – zwischen 7 und 80 Pfund reine Seide gewonnen werden, aus denen in Hannover und Celle dann die kostbaren Seidenstrümpfe gewebt wurden.
Unterdessen wurden ab 1777 auf der Herrenhäuser Maulbeerplantage auch die Samen und Pflanzen des Virginischen Tabaks gezogen, während etwa zeitgleich mit dem Beginn der Französischen Revolution im Jahr 1789 die Seidenstrümpfe aus der Mode und der Anbau der Maulbeeren zum Erliegen kamen. In der Folge wurde die Plantage etwa je zur Hälfte für den Obstbau und den Anbau von Küchengewächsen genutzt.
1784 erhielt der seit 1778 anfangs als Gärtner angestellte Johann Christoph Wendland seine Ernennung zum „Ersten Plantagen-Gärtner.“

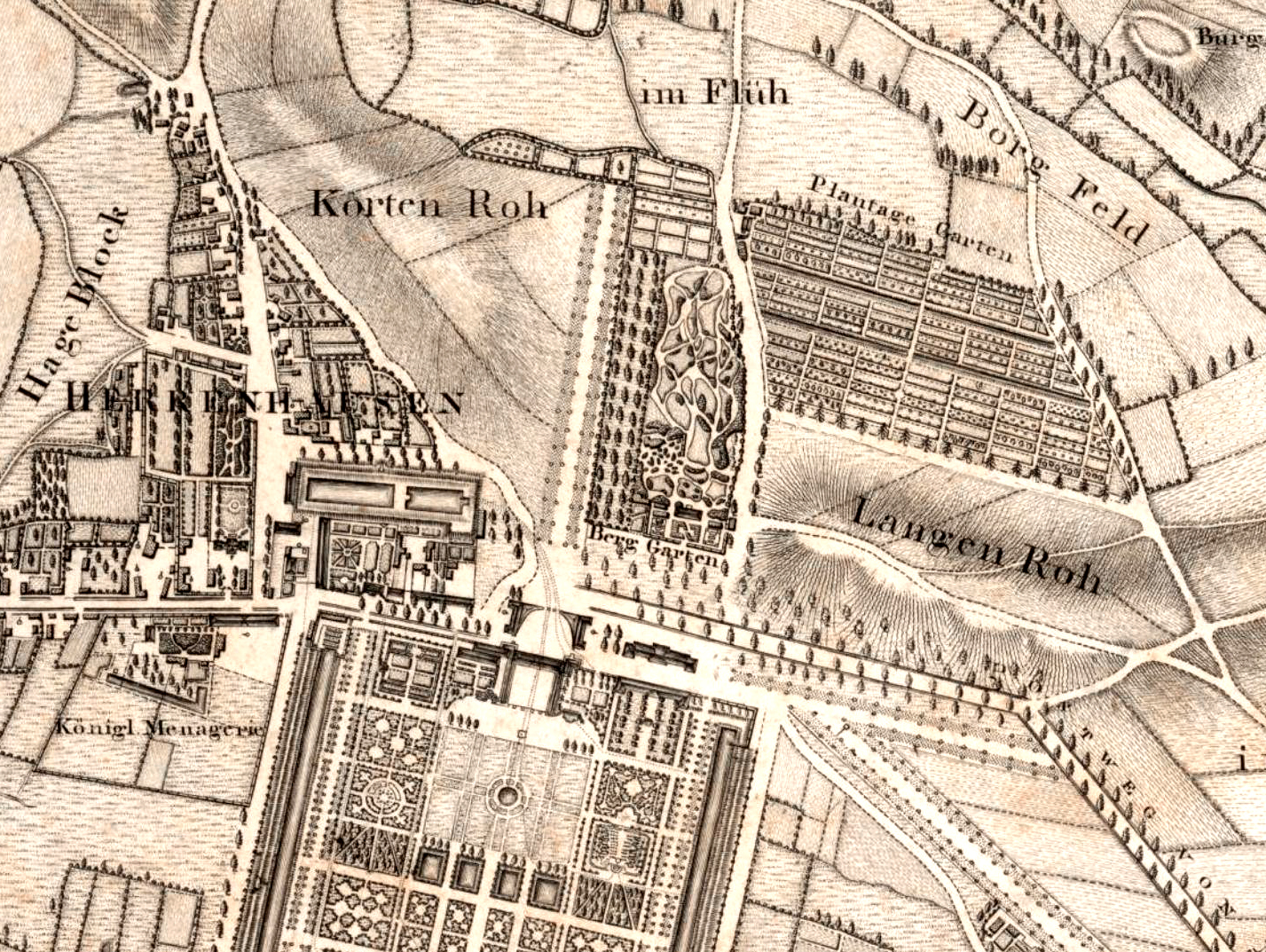
1807: Der „Plantage Garten“ östlich des Berggartens;
„Plan von Hannover und Umgebung“ (Ausschnitt) von Pentz und Bennefeld

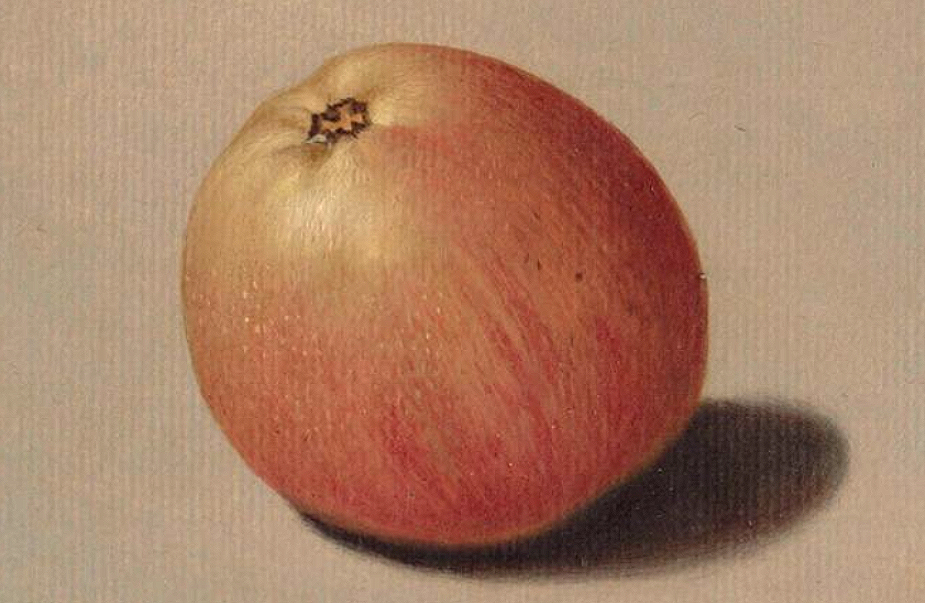
1833: Apfel der Königlichen Obstbaum-Plantage zu Herrenhausen;
Gouache „nach der Natur“ von Anton Friedrich Molters; Leibniz Bibliothek

Nur wenige Jahre später, in der sogenannten „Franzosenzeit“, der Besatzung Hannovers durch die Truppen Napoléon Bonapartes vertreten durch seinen Bruder, „König Lustig“ Bonaparte, mussten aufgrund des wirtschaftlichen Niedergangs nahezu sämtliche Bäume der Plantage verkauft werden. Nach der Erhebung des vormaligen Kurfürstentums zum Königreich Hannover wurden neue, teils veredelte Mutterbäume und neue Obstsorten angepflanzt; Äpfel, Birnen und Pflaumen nach dem Dielschen, Kirschen nach dem Teuchsessischen System. Die Zucht von Pfirsichen und Aprikosen war durch eine eigens errichtete Mauer vor Diebstahl gesichert worden. Allein 1833 wurden rund 10.000 Bäume verkauft oder kostenlos im Königreich verteilt; nicht zuletzt mit der Gründung des Gartenbauvereins für das Königreich Hannover wurde die Erweiterung des Bestandes der verbliebenen mehr als 60.000 Obstbäume auf dann 100.000 Stück vorbereitet.
Mitte des 19. Jahrhunderts zählte das Obstsortiment 700 Sorten Äpfel, 500 Sorten Birnen, 120 Sorten Pflaumen und Zwetschgen, 100 Sorten Kirschen, 40 Sorten Pfirsiche, 25 Sorten Aprikosen. Zur selben Zeit wohnte der königliche Hofgartenmeister Carl Borchers „in der Wohnung des Gartenvorstandes.“ Nach der Annexion des Königreichs Hannover 1866 durch Preußen ließ die neue Regierung ersatzweise die später nach dem Professor für Zierpflanzenbau Richard Maatsch benannte Villa Maatsch als Wohnsitz des Gartenmeisters errichten. Zu den bedeutendsten Bewohnern der Villa auf dem Plantage-Grundstück zählte der Botaniker und Hofgartendirektor Hermann Wendland.

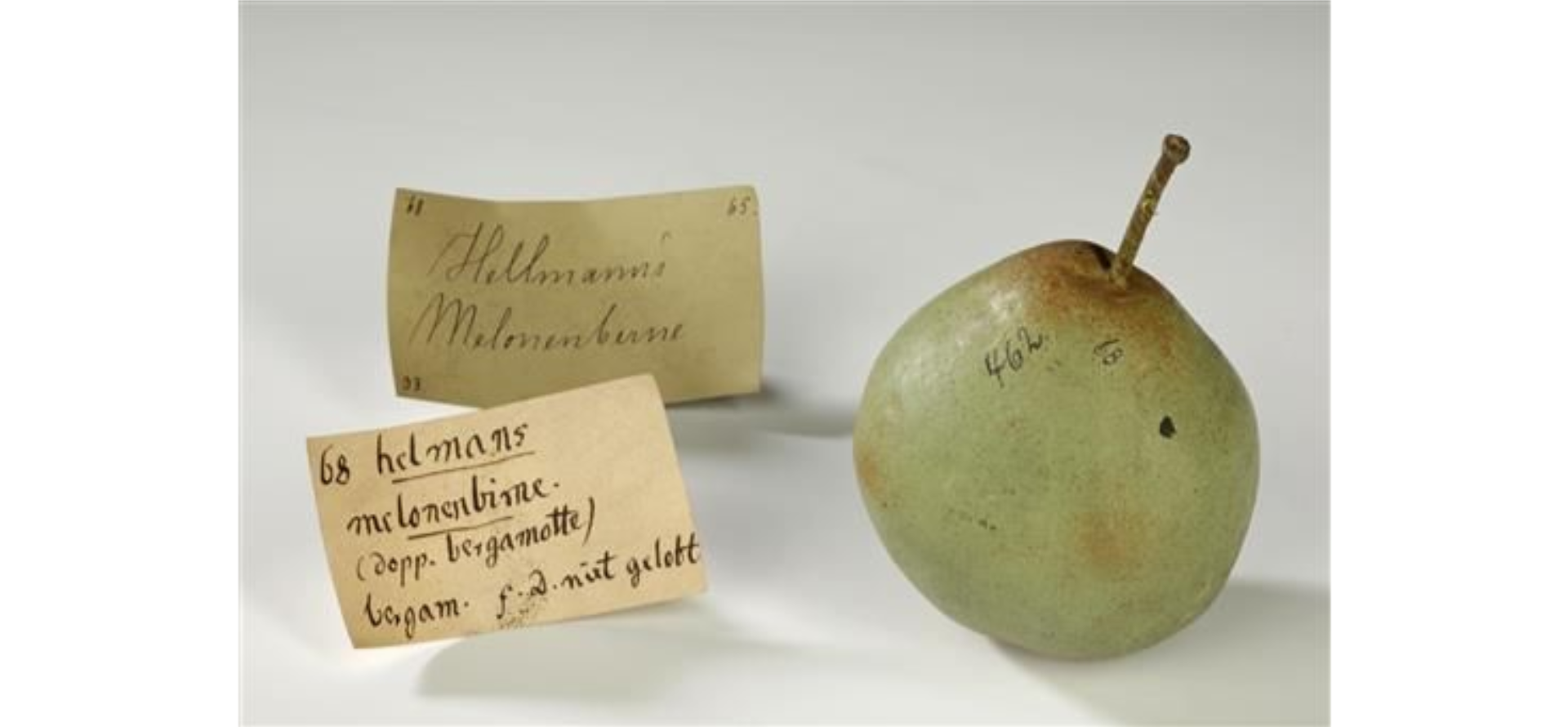
Von Wilhelm Justus Julius von Hinüber gestiftetes Obstmodell aus Porzellan: „Hellmann’s Melonenbirne“; Nummer 462 aus der Werkstatt von Heinrich Arnoldi;
Niedersächsisches Landesmuseum Hannover; Kulturerbe Niedersachsen

In der zweiten Hälfte des 19. Jahrhunderts stiftete der pensionierte ehemalige Oberamtsrichter Wilhelm Justus Julius von Hinüber „seine bedeutende Sammlung von naturgetreu nachgebildeten Früchten“ aus porzellanartigem Wachs, darunter 42 Birnen und 60 Äpfel aus der Werkstatt von Heinrich Arnoldi, dem damals königlich preußischen Provinzialmuseum, dem heutigen Niedersächsischen Landesmuseum Hannover. Die Herkunft der in der naturhistorischen Sammlung des Museums ergänzten Pflaumen, Zwetschgen, Reineclauden und Mirabellen konnte bis in jüngste Zeit (Stand: Herbst 2011) nicht geklärt werden.
Kurz vor dem Zweiten Weltkrieg planten vor allem der hannoversche Gartenarchitekt Wilhelm Hübotter mit Unterstützung des in München tätigen Alwin Seifert an Stelle der Obstbaumplantage eine Lehr- und Forschungsanstalt für Gartenbau. Diese wurde erst in der Nachkriegszeit ab 1947 mit der Gründung einer Hochschule für Gartenbau und Landeskultur konkretisiert: Ab 1948 errichtete das Staatshochbauamt die markant gelb verputzten, damals als „zeitlos“ verstandenen Steildachbauten entlang der Herrenhäuser Straße. Nur wenig später wurde die Bildungseinrichtung der damaligen Technische Hochschule Hannover eingegliedert.